# Nationalpark Cusuco
Der Nationalpark Cusuco (Parque Nacional Cusuco) ist ein Nationalpark im Norden von Honduras.
Das Schutzgebiet im Departamento Cortés mit einer Gesamtfläche von 196,07 km², einer 7.690 Hektar Kernzone und einer 15.750 Hektar großen Pufferzone wurde im Jahre 1987 vom Parlament von Honduras mit Gesetzesdekret # 87-87 zum Nationalpark IUCN-Kategorie II erklärt. Cusuco umfasst mehrere wichtige Lebensräume, einschließlich semi-ariden Kiefernwäldern in Höhen über 1500 Metern.
Der Nationalpark Cusuco befindet sich in der Sierra del Merendón rund 30 Kilometer westlich von der Großstadt San Pedro Sula entfernt an der Grenze zu Guatemala in einer Wolken- und Nebelwaldregion in einer Höhe von 1500 bis 2450 Metern über dem Meer. Das Gebiet verfügt über eine hohe Niederschlagsmenge, die Jahres-Durchschnittstemperatur beträgt rund 19 ° Celsius.
Der Park ist für Besucher offen, es gibt ausgewiesene Campingplätze, Wanderwege, die den Besuchern der Wasserfälle und Türme zur Vogel- und Tierweltbeobachtung ermöglichen. Der Nationalpark ist die Heimat einer Vielzahl von Arten, darunter Tukane, Affen, Tapire, Pumas, Quetzal und eine große Anzahl von Insekten- und Käferarten. Die Riesenfarne (Helechos) mit einer Höhe von über 20 Meter sind die Hauptattraktion des Parks.